# Griebsee
Der Griebsee ist ein Gewässer in Dranse, einem Ortsteil der Stadt Wittstock/Dosse im Landkreis Ostprignitz-Ruppin im Land Brandenburg.
Das Gewässer liegt östlich der Stadt auf der Gemarkung von Dranse und dort wiederum östlich des Dorfzentrums. Zusammen mit dem Kleinen und dem Großen Baalsee ist dies gleichzeitig auch der nordwestliche Rand des Naturparks Stechlin-Ruppiner Land. Nördlich liegt der Wohnplatz Walkmühle, südlich der Wohnplatz Griebsee. Der See wird von Süden aus vom Oberen Müritzsee gespeist, der auch gleichzeitig der einige Abfluss nach Norden hin ist. Dort befindet sich ein künstlich aufgestauter See, der die Walkmühle Wittstock versorgt.
Der See liegt in einem Waldgebiet und ist von einem Wanderweg aus einsehbar, der östlich am Gewässer in Nord-Süd-Richtung vorbeiführt. Ein direkter Zugang ist am Südufer möglich. Dort ist Therapeutische Einrichtung, die über die Haltestelle Griebsee der Linie 746 der Ostprignitz Ruppiner Personennahverkehrsgesellschaft erreichbar ist.
Der Name (1573 Gripenn) leitet sich vom altpolabischen Wort *grib für 'Pilz' ab.